# Ignacio Polanco Moreno
Ignacio Polanco Moreno (Madrid, 5 de novembre de 1954) és un empresari espanyol. Ha estat president del Grup PRISA, així com de Timón i de Promotora de Publicaciones, societats posseïdores de la majoria del capital del grup.
Llicenciat en econòmiques per la Universitat Complutense de Madrid i màster en administració d'empreses per l'Institut d'Empresa de Madrid, ha desenvolupat la seva carrera professional a Timón i PRISA. Va ser conseller del Grupo Santillana de Ediciones fins a 2000, i des de juny d'aquest mateix any, va exercir com a adjunt a la presidència de PRISA. El novembre de 2006 va ser designat vicepresident, càrrec que va ocupar fins al seu nomenament com a president el juliol de 2007, després de la mort del seu pare, Jesús de Polanco.
Dins del Grup PRISA ha estat president d'El País, Unión Radio i la Cadena SER, i pertany a més al consell d'administració de Sogecable.